# Frontière entre le Kansas et le Nebraska
La frontière entre le Nebraska et le Kansas est une frontière intérieure des États-Unis délimitant les territoires du Nebraska au nord et du Kansas au sud.
Son tracé rectiligne d'une orientation est-ouest suit le 40e parallèle nord de son intersection avec le 102e méridien ouest jusqu'à la rivière Missouri.

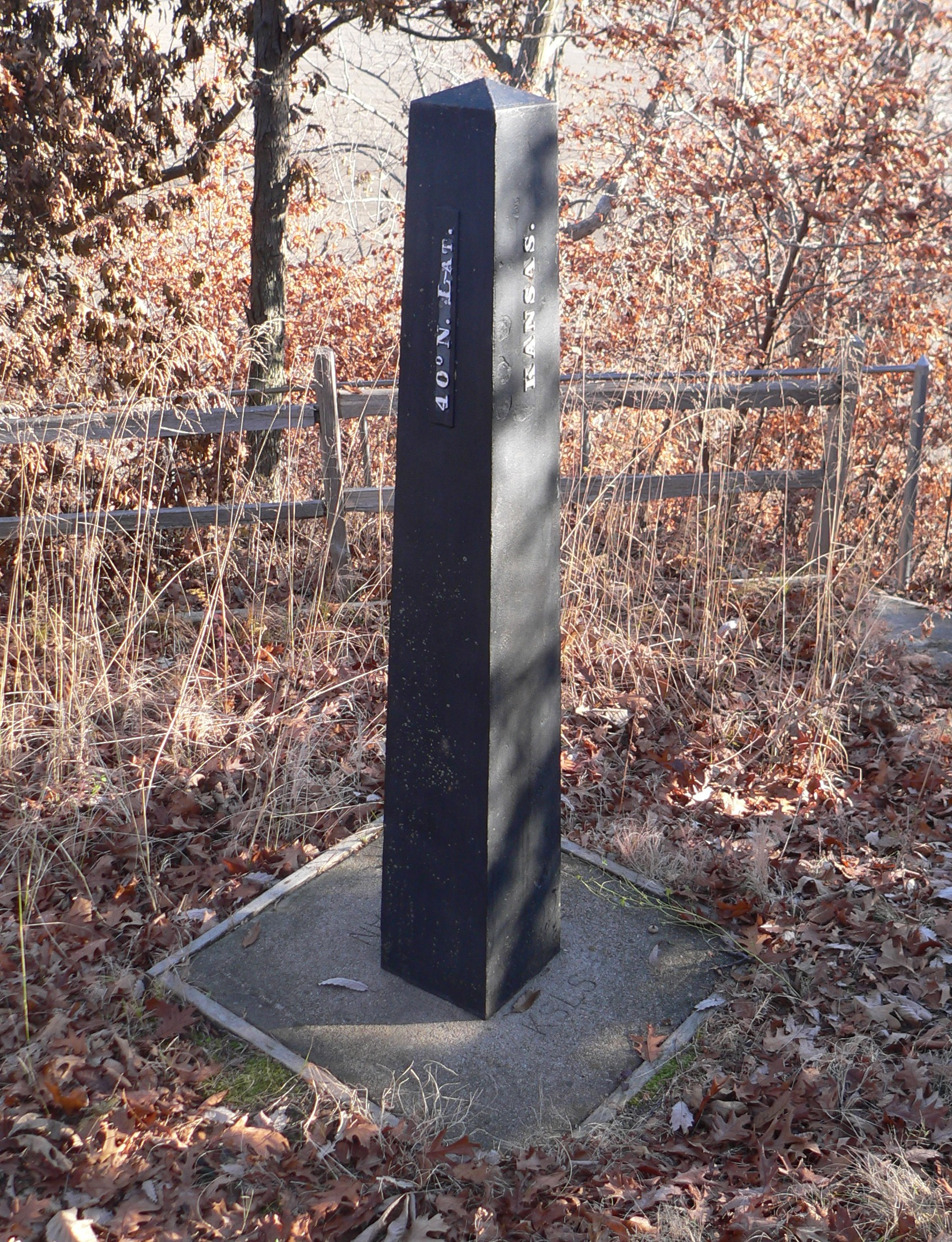
Borne marquant la frontière.